# Nagroda im. Ingeborg Bachmann
Nagroda im. Ingeborg Bachmann (niem. Ingeborg-Bachmann-Preis) – austriacka nagroda literacka przyznawana za literaturę niemieckojęzyczną, nosząca imię pisarki Ingeborg Bachmann.
Nagroda przyznawana jest od 1977 roku, podczas festiwalu literackiego w Klagenfurcie – miejscu urodzenia Bachmann. Obrady jury prowadzone są publicznie. Laureat otrzymuje nagrodę pieniężną w wysokości 25 tys. euro.

## Laureaci
- 1977 – Gert Jonke(inne języki)
- 1978 – Ulrich Plenzdorf
- 1979 – Gert Hofmann
- 1980 – Sten Nadolny(inne języki)
- 1981 – Urs Jaeggi(inne języki)
- 1982 – Jürg Amann(inne języki)
- 1983 – Friederike Roth(inne języki)
- 1984 – Erica Pedretti(inne języki)
- 1985 – Hermann Burger
- 1986 – Katja Lange-Müller
- 1987 – Uwe Saeger(inne języki)
- 1988 – Angela Krauß(inne języki)
- 1989 – Wolfgang Hilbig(inne języki)
- 1990 – Birgit Vanderbeke(inne języki)
- 1991 – Emine Sevgi Özdamar
- 1992 – Alissa Walser(inne języki)
- 1993 – Kurt Drawert(inne języki)
- 1994 – Reto Hänny(inne języki)
- 1995 – Franzobel
- 1996 – Jan Peter Bremer(inne języki)
- 1997 – Norbert Niemann(inne języki)
- 1998 – Sibylle Lewitscharoff(inne języki)
- 1999 – Terézia Mora
- 2000 – Georg Klein
- 2001 – Michael Lentz(inne języki)
- 2002 – Peter Glaser(inne języki)
- 2003 – Inka Parei
- 2004 – Uwe Tellkamp
- 2005 – Thomas Lang(inne języki)
- 2006 – Kathrin Passig(inne języki)
- 2007 – Lutz Seiler
- 2008 – Tilman Rammstedt(inne języki)
- 2009 – Jens Petersen(inne języki)
- 2010 – Peter Wawerzinek(inne języki)
- 2011 – Maja Haderlap(inne języki)
- 2012 – Olga Martynova(inne języki)
- 2013 – Katja Petrowskaja
- 2014 – Tex Rubinowitz(inne języki)
- 2015 – Nora Gomringer(inne języki)
- 2016 – Sharon Dodua Otoo(inne języki)
- 2017 – Ferdinand Schmalz(inne języki)
- 2018 – Tania Malarczuk
- 2019 – Birgit Birnbacher(inne języki)[7]
- 2020 – Helga Schubert(inne języki)[6]
- 2021 – Nava Ebrahimi(inne języki)[3]
- 2022 – Ana Marwan(inne języki)[4]